# Alfonso Signorini (eroe nazionale)
Alfonso Signorini (eroe nazionale) è un singolo del rapper italiano Fedez, pubblicato il 31 maggio 2013 come quarto estratto dal terzo album in studio Sig. Brainwash - L'arte di accontentare.

## Descrizione
Si tratta della terza traccia dell'album e ha visto la partecipazione di Elio, frontman degli Elio e le Storie Tese. Il brano è stato inoltre incluso nel videogioco per console Just Dance 2014.

## Video musicale
Il video è stato reso disponibile il 14 giugno 2013 attraverso il canale YouTube del rapper e in esso hanno preso parte alcuni personaggi televisivi come Alfonso Signorini (al quale è intitolato il brano) e Raffaella Fico. La versione del video inoltre si distingue da quella contenuta nell'album, in quanto vengono omesse la parte cantata da Elio e una parte della seconda strofa cantata da Fedez.